# 甘い罠 (2000年の映画)
『甘い罠』（あまいわな、フランス語原題：Merci pour le chocolat）は、2000年のフランスのサイコスリラー映画。監督はクロード・シャブロル、出演はイザベル・ユペールとジャック・デュトロンなど。原作はアメリカ合衆国の作家シャーロット・アームストロングの小説『見えない蜘蛛の巣』。ルイ・デリュック賞を受賞している。『ココアをありがとう』の邦題（原題の直訳）もある。

## ストーリー
平和なブルジョワ家庭が崩壊して行く姿をフランツ・リストの『葬送曲』に乗せて描く。
ミカ・ミュレールは若い頃に結婚し、その後離婚した相手である天才ピアニスト、アンドレ・ポロンスキーと再び結婚する。一方、ピアニスト志望の若い女性ジャンヌは、恋人アクセルの母親で母ルイーズの友人でもあるポリーヌから、自分が生まれた病院でアンドレの息子と取り違えられかけた話を聞く。男女を取り違えることはありえないので、ジャンヌも自分がアンドレの娘などと本気で思ってはいないが、ジャンヌはこの話をネタにアンドレに近づこうと企む。ミカとアンドレ、そしてアンドレの亡くなった先妻リズベットとの間に生まれた息子ギヨームの3人が暮らす家に押し掛けたジャンヌは、まんまとアンドレの弟子に収まる。
ミカの不自然な行動をきっかけに、ミカがギヨームのために作ったココアに睡眠薬が入れられていることを知ったジャンヌは、その事実をギヨームに告げる。最初はジャンヌの妄想と笑っていたギヨームだったが、自分の実母リズベットが謎の交通事故死を遂げたことを思い出して戦慄する。リズベットはアンドレの睡眠薬を買いに出かけた際に居眠り運転で事故を起こして亡くなったのだが、解剖の結果、体内から睡眠薬が検出されていたのだ。リズベットが睡眠薬を飲まないことを知っていたアンドレとギヨームは不思議に思っていたが、当時は事故死を疑うことなどなかった。一方、アンドレは、音楽家としての才能の全くない息子ギヨームよりも、ピアニストとしての可能性を秘めたジャンヌを実の娘のように愛おしく感じるようになり、ジャンヌを自宅に住まわせて指導することにする。
4人で過ごした夜、アンドレが常用している睡眠薬を買い忘れたというミカに、ジャンヌが代わりに車で買いに行って来ると言い出す。そしてギヨームもそれに付き合うと言い、2人は出かける。その様子にアンドレはリズベットの亡くなった夜を思い出す。そして、コーヒーカップを急いで洗っているミカの姿を見たアンドレは、リズベットが死んだ夜もミカが同じように洗い物をしていたことを思い出し、ミカが睡眠薬を仕込んだことに気付く。激しくミカを問いつめるアンドレに、ミカは自分のコンプレックスと悪の感情を吐露し、睡眠薬を入れたことを認める。そこに警察から電話が来る。ジャンヌとギヨームの死を確信していたミカにアンドレは、確かにジャンヌが事故を起こしたが2人とも怪我はなく無事だったと告げる。

## キャスト
マリ＝クレール（ミカ）・ミュレール - イザベル・ユペール
スイスのチョコレート会社を、創業者である亡父から相続したセレブ。若い頃に結婚したアンドレと離婚した後、再び結婚した。アンドレの先妻リズベットとは姉妹のように親しかった。養女で実の両親を知らず、才能のある者に対して強いコンプレックスを抱いている。
アンドレ・ポロンスキー - ジャック・デュトロン
高名な天才ピアニスト。ミカと離婚した後、リズベットと結婚、息子ギヨームをもうけるが、リズベットの事故死の後、8年を経て再びミカと結婚した。
ジャンヌ・ポレ - アンナ・ムグラリス
ピアニスト志望の女性。亡父ジャンは建築家だった。アンドレに近づき弟子に収まる。
ギヨーム・ポロンスキー - ロドルフ・ポリー
アンドレと先妻リズベットの間に生まれた息子。18歳。10歳の誕生日の夜、母を交通事故で亡くす。
ルイーズ・ポレ - ブリジット・カティヨン
ジャンヌの母親。法医学研究所の所長。亡夫ジャンが子供を作れない身体だったため、ジャンと相談の上で体外受精によってジャンヌを生むが、その事実を隠して来た。
パトゥ・デュフレーニュ - ミシェル・ロバン
ミカの会社の重役。ミカの父の代からの古株で何かとミカに意見するため、ミカに疎まれている。
アクセル - マチュー・シモネ
ジャンヌの恋人。ルイーズの研究所に勤め始めた。ジャンヌの頼みでミカの作ったココアの成分を分析する。
リズベット - リディア・アンドレイ
アンドレの亡妻。ギヨームの母親。写真家。居眠り運転による事故で死去。
市長 - ヴェロニク・アラン
ミカの友人の女性。ミカとアンドレの人前結婚式を執り行い、2人の写真を市の広報に使う。
ポリーヌ - イゾルデ・バルト
アクセルの母親。口が軽い。ジャンヌに誕生時の病院での赤ん坊取り違え騒ぎの話をする。

## 作品の評価
Rotten Tomatoesによれば、批評家の一致した見解は「ユペールの熟練の演技が光る『甘い罠』はサスペンスに満ちたサイコスリラーである。」であり、52件の評論のうち高評価は85%にあたる44件で、平均点は10点満点中7.15点となっている。
アロシネによれば、メディアによる27件の評論の平均は5点満点中4.1点である。